# حوالی اتوبان
حوالی اتوبان فیلمی به کارگردانی سیاوش اسعدی، نویسندگی سعید نعمت اله و تهیه‌کنندگی سید غلامرضا موسوی محصول سال ۱۳۸۷ ایران است.

## خلاصه داستان
این فیلم داستان زوج جوانی است که با ورود زنی میانسال زندگی شان دستخوش تغییر می‌شود.